# Palágyi Lajos (színművész)
Palágyi Lajos, Penyáska Alajos (Baán, 1876. március 9. – Budapest, 1932. január 4.) magyar színész, színházigazgató.

## Életpályája
Penyáska István posta altiszt és Olbricht Anna fiaként született, 1876. március 10-én keresztelték. 1894-ben még asztalossegéd volt, amikor egy műkedvelő előadáson fellépett. Később beiratkozott Horváth Zoltán színiiskolájába. Karrierjét vidéken kezdte, 1895. április 1-én Balogh Árpád színigazgatóhoz szerződött Vácra, 45 forint gázsival. Ezután különböző igazgatóknál, mint pl. Krecsányi Ignácnál és Makó Lajosnál is dolgozott, fellépett Székesfehérváron, Szombathelyen, Pozsonyban, Zomborban, Aradon, Debrecenben, Temesvárott, Miskolcon és Szegeden is. Penyáska családi nevét 1903-ban Palágyira változtatta.
1907-ben lett a Miskolci Nemzeti Színház igazgatója, 1920-tól 1923-ig pedig a Szegedi Nemzeti Színház élére került. 1922 márciusában megülte 15 éves igazgatói jubileumát. 1925-től a budapesti Nemzeti Színháznál működött, 1925. március 2-án mint szerződött tag fellépett a Haramiákban Moór Ferenc szerepében. Jellemábrázolása realista stílusú, természetes modorú volt, a hangsúlyt a mozgásra és a beszédre helyezte.
Az első neje Hevesi Janka színésznő volt, akivel 1899. december 2-án Zomborban lépett házasságra, a második felesége nagykereki Menszáros Margit színésznő, akivel 1904. április 28-án Debrecenben kötött házasságot, majd elváltak, s Menszáros később Fabényi Sándor neje lett. A harmadik felesége Greguss Margit színésznő volt, akivel 1920. október 30-án kötött házasságot Szegeden.

## Főbb szerepei
- Hamlet, Jago (William Shakespeare: Othello)
- Angelo (Shakespeare: Szeget-szeggel)
- Walter (Friedrich Schiller: Ármány és szerelem)
- Gregers (Henrik Ibsen: A vadkacsa)
- Biberach (Katona József: Bánk bán)
- Svengali (Paul Meredith Potter: Trilby)
- Lucifer (Madách Imre: Az ember tragédiája)
- Duval Armand (ifj. Alexandre Dumas: A kaméliás hölgy)

## Galéria
- Voinovich Géza: Magyar passió. Pilátus: Palágyi Lajos, Pilátus felesége: Hettyey Aranka
- Palágyi Lajos sírja